# Pyrgillus javanicus
Pyrgillus javanicus är en lavart som först beskrevs av Mont. & Bosch och som fick sitt nu gällande namn av William Nylander. 
Pyrgillus javanicus ingår i släktet Pyrgillus och familjen Pyrenulaceae.   Inga underarter finns listade i Catalogue of Life.